# Französische Rugby-Union-Meisterschaft 1903/04
Die Saison 1903/04 war die 13. Austragung der französischen Rugby-Union-Meisterschaft (französisch Championnat de France de rugby à XV), der heutigen Top 14.
Nach einer Vorrunde spielten die besten Mannschaften in K.-o.-Runden gegeneinander. Im Endspiel, das am 27. März 1904 in La Faisanderie in Saint-Cloud stattfand, trafen die beiden Halbfinalsieger aufeinander und spielten um den Bouclier de Brennus. Dabei setzte sich Stade Bordelais gegen Stade Français durch und errang zum zweiten Mal den Meistertitel.

## Vorrunde
Die Detailergebnisse sind nicht bekannt.

## Viertelfinale

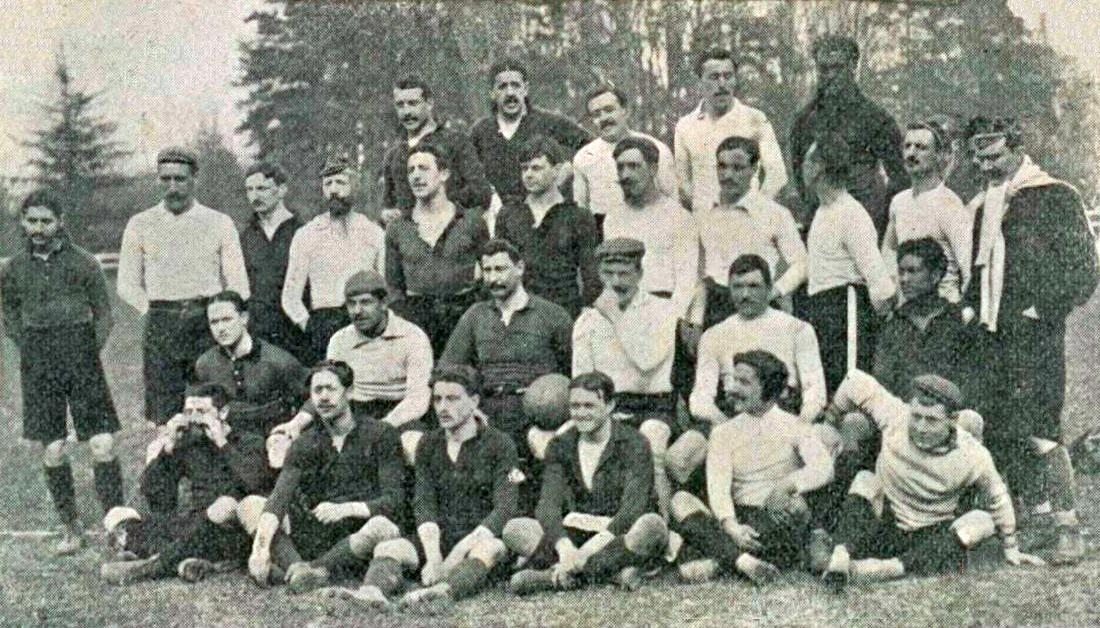
Die Meistermannschaft 1904

| Datum             | Begegnung                         | Ergebnis |
| ----------------- | --------------------------------- | -------- |
| Februar/März 1904 | Vélo Sport Chartres – Le Havre AC | 5:4      |
| Februar/März 1904 | Stade Bordelais – USEV Toulouse   | 3:0      |
| Februar/März 1904 | FC Lyon – Olympique Marseille     | forfait  |

## Halbfinale
| Datum     | Begegnung                            | Ergebnis |
| --------- | ------------------------------------ | -------- |
| März 1904 | Stade Français – Vélo Sport Chartres | 29:0     |
| März 1904 | Stade Bordelais – FC Lyon            | 10:3     |

## Finale
| 27. März 1904 | Stade Bordelais   | 3 : 0         | Stade Français | La Faisanderie, Saint-Cloud Zuschauer: 2.000 Schiedsrichter: William Williams |
| 27. März 1904 | Versuche: Bruneau | (0:0) Bericht |                | La Faisanderie, Saint-Cloud Zuschauer: 2.000 Schiedsrichter: William Williams |

Aufstellungen
Stade Bordelais: Albert Branlat, Maurice Bruneau, Carlos Deltour, Jacques Duffourcq, Edmond Froustey, Camille Galliot, Marc Giacardy, René Gorry, Jean Guiraut, André Lacassagne, Pascal Laporte, Louis Mulot, Jean Rachou, Pierre Terrigi, Hélier Thil
Stade Français: Henri Amand, G. Barry, Charles Beaurin-Gressier, Stuart Forsyth, Bernard Galichon, Pierre Gaudermen, Georges Jérôme, Henri Marescal, Pierre Mouronval, Allan Muhr, Alexandre Pharamond, G. Poirier, Pierre Rousseau, J. Tolson, André Vergès